# Le Navire des hommes perdus
Pour plus de détails, voir Fiche technique et Distribution.
Le Navire des hommes perdus (titre original : Das Schiff der verlorenen Menschen) est un film muet allemand réalisé par Maurice Tourneur, sorti en 1929.

## Synopsis
Cheyne, un médecin américain en visite sur un navire, se trouve contraint d'y rester quand le capitaine Vela lève l'ancre sans prévenir à destination du Brésil. L'équipage est composé de ruffians, le capitaine ne vaut guère mieux et les autres passagers sont des évadés ou des criminels en fuite…
Un soir, Cheyne et le cuisinier du bord sauvent de la noyade Ethel Marley, une riche aviatrice qui tentait la traversée de l'Atlantique. Ils essaient de la cacher de l'équipage en la faisant s'habiller en homme. Mais un jour une mutinerie éclat.

## Fiche technique
- Titre : Le Navire des hommes perdus
- Titre original : Das Schiff der verlorenen Menschen
- Réalisation : Maurice Tourneur, assisté de Jacques Tourneur
- Scénario : Maurice Tourneur
- Direction artistique : Fritz Maurischat
- Décors : Franz Schroedter
- Photographie : Nicolas Farkas
- Producteur : Max Glass
- Sociétés de production : Max Glass Films
- Société de distribution : Messtro Film Verleih
- Pays de production : Allemagne  République de Weimar
- Langue originale : allemand
- Format : noir et blanc — 35 mm — 1,37:1 — Muet
- Genre : Film dramatique
- Durée : 121 minutes (selon IMDB), 97 minutes (selon Harry Waldman[1])
- Date de sortie : 
  - Allemagne  République de Weimar : 17 septembre 1929

## Distribution
- Fritz Kortner : le capitaine Vela
- Marlene Dietrich : Ethel Marley
- Robin Irvine : William Cheyne
- Vladimir Sokoloff : Grischa, le cuisinier
- Gaston Modot : Morain, le prisonnier évadé
- Feodor Chaliapine Jr. : Nick
- Max Maximilian : Tom Butley
- Boris de Fast : le marin tatoué
- Robert Garrison : un homme d'équipage
- Harry Grunwald : un homme d'équipage
- Alfred Loretto : un homme d'équipage
- Fritz Alberti
- Heinrich Gotho
- Emil Heyse
- Fred Immler
- Gerhard Ritterband
- Aruth Wartan
- Heinz Wemper

## À noter
- C'est le dernier film muet à la fois de Marlene Dietrich et de Maurice Tourneur
- Le film a été tourné en partie dans les studios Staaken de Berlin, les extérieurs ayant été réalisés dans le port de Rostock et près de la rivière Trave.